# Musée d'art et d'histoire de Saint-Lô
Le Musée d'art et d'histoire, dénommé anciennement musée des Beaux-Arts, de Saint-Lô est situé au sein du centre culturel Jean Lurçat, place du champ de Mars. Ce musée comporte une part importante de tableaux du XVIIe siècle au XXe siècle dont certaines proviennent de plusieurs donations comme Feuillet, Follain ou de Castro.
On trouve aussi des pièces historiques comme le marbre de Thorigny, les tapisseries des Amours de Gombault et Macée, un lapidarium provenant de l'église Notre-Dame et un trésor monétaire du XVe siècle.
Un espace consacré à la famille Grimaldi a fait l'objet de la visite du prince Albert de Monaco.

## Histoire
Il y a eu plusieurs musées des Beaux-Arts au cours des derniers siècles. Le premier fut fondé en 1835 par la société d’agriculture, d’archéologie et d’histoire naturelle de la Manche. Il s'enrichit des dons de familles aristocratiques du département comme ceux des de La Tour du Pin en 1838 et des Lebrun en 1840.
À la fin du XIXe, un nouveau musée est construit rue Havin, en face de la tour Dame Jeanne des remparts. La fontaine Havin avec sa statue ciselée par Arthur Le Duc était située à l'avant du bâtiment.
En 1940, les collections furent dispersées sur ordre de l'État afin d’éviter le pillage par les Allemands. En juin 1944, comme toute la ville, le musée fut détruit par les bombardements et les collections d’histoire naturelle furent en grande partie détruites ou volées. Le musée fut intégré au nouvel Hôtel de Ville de Saint-Lô jusqu’en 1989. Le musée reconstitue ses fonds en achetant des peintures allant des paysages héroïques au pré-impressionnisme.
La construction d'un nouveau centre culturel fut confiée en 1987 à l'architecte Eugène Leseney et accueille désormais le musée en plus de la bibliothèque municipale et d'autres salles culturelles.
L'artiste Sergio de Castro fait une importante donation en 2006 de 220 œuvres réalisées de 1944 à 2004 à l'occasion de l'exposition « 60 ans de création 1944-2004 ».
Le 19 juillet 2014, un nouvel espace est inauguré, qui est consacré à l'histoire de la ville .
Le récolement en 2018 a permis de comptabiliser 2 560 pièces, et de redécouvrir une Vierge à l'Enfant du peintre espagnol Juan Bautista Martínez del Mazo (XVIIe s.) mise en dépôt par le musée du Louvre en 1863. Cette même année, le musée accueille la tapisserie de Fernand Léger Liberté j’écris ton nom prêtée par le Parti communiste français.
Dans le cadre du dispositif national « Culture près de chez vous », le musée de Saint-Lô est l'un des dix établissements retenus pour recevoir chaque trimestre un tableau issu des collections nationales. La première toile est Nature morte à la lampe, de Pablo Picasso (1936), exposée du 13 décembre 2018 au 17 mars 2019. Ce sera ensuite une  tapisserie monumentale Le siège de Douai, œuvre tissée au XVIIe siècle par la Manufacture des Gobelins et prêtée par le Mobilier national.
En 2019, le musée des Beaux-arts de Saint-Lô commence sa transformation avec des travaux d’aménagement de nouveaux espaces et la rénovation de certaines salles. La partie consacrée à l’art moderne et aux tapisseries contemporaines sera remplacée par un nouveau parcours historique sur la reconstruction de la ville, des années 1950 à nos jours, avec l’aspect culturel, les commerces, les établissements scolaires. L’appartement témoin sera donc déplacé pour intégrer ce nouveau parcours.
À la suite du décès de Jeannine Poitrey, Marie-Claire Ballabio a décidé de procéder à la donation de 31 œuvres du XIIIe au XXe siècle. Il y a, parmi elles, sept tableaux et une tapisserie.
En 2024, le musée accueillera une huile sur toile d’Edgar Degas, Portrait du graveur Desboutin et du graveur Lepic, issue des collections du musée d’Orsay.

## Collections

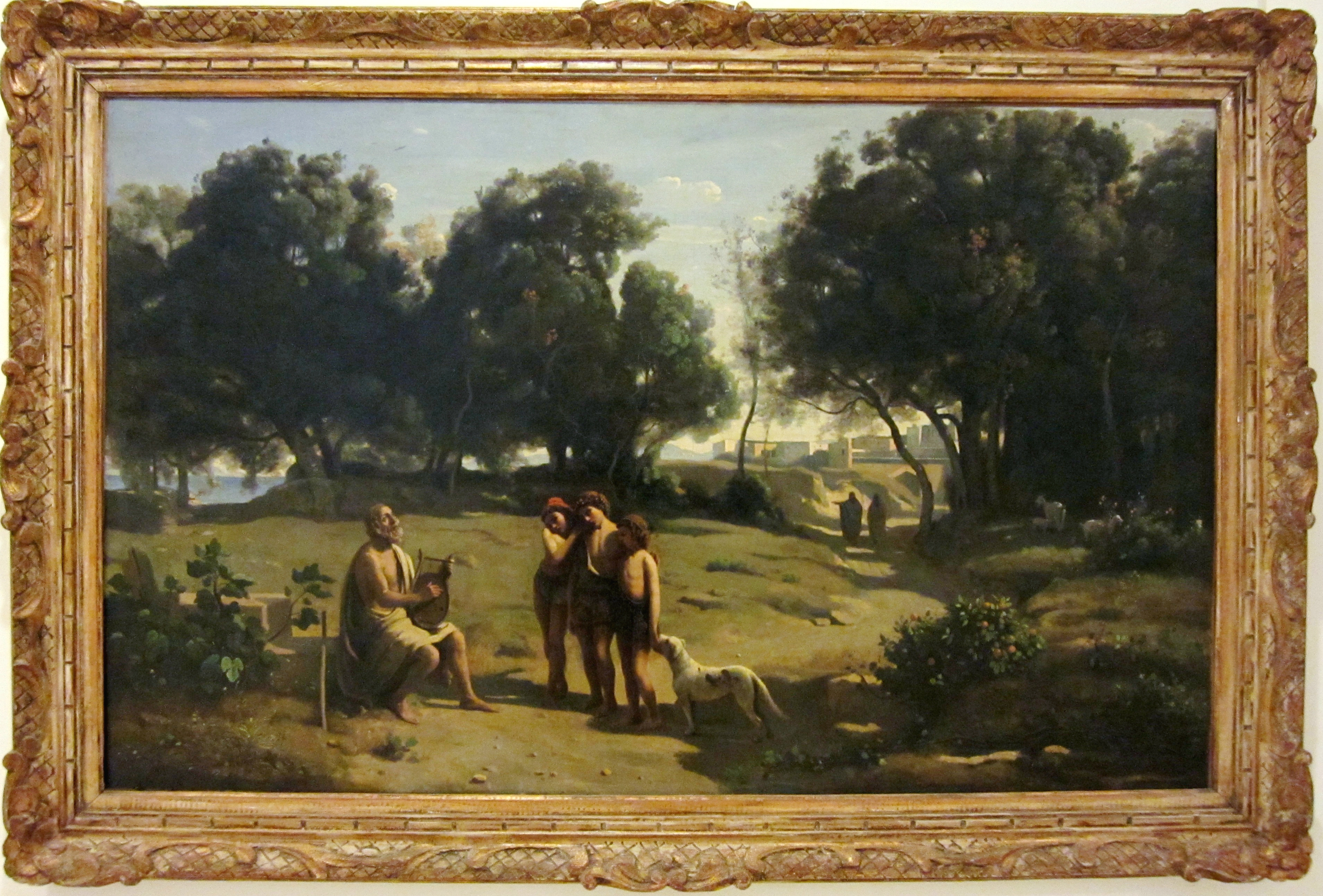
Homère et les Bergers, Jean-Baptiste Camille Corot, 1845.

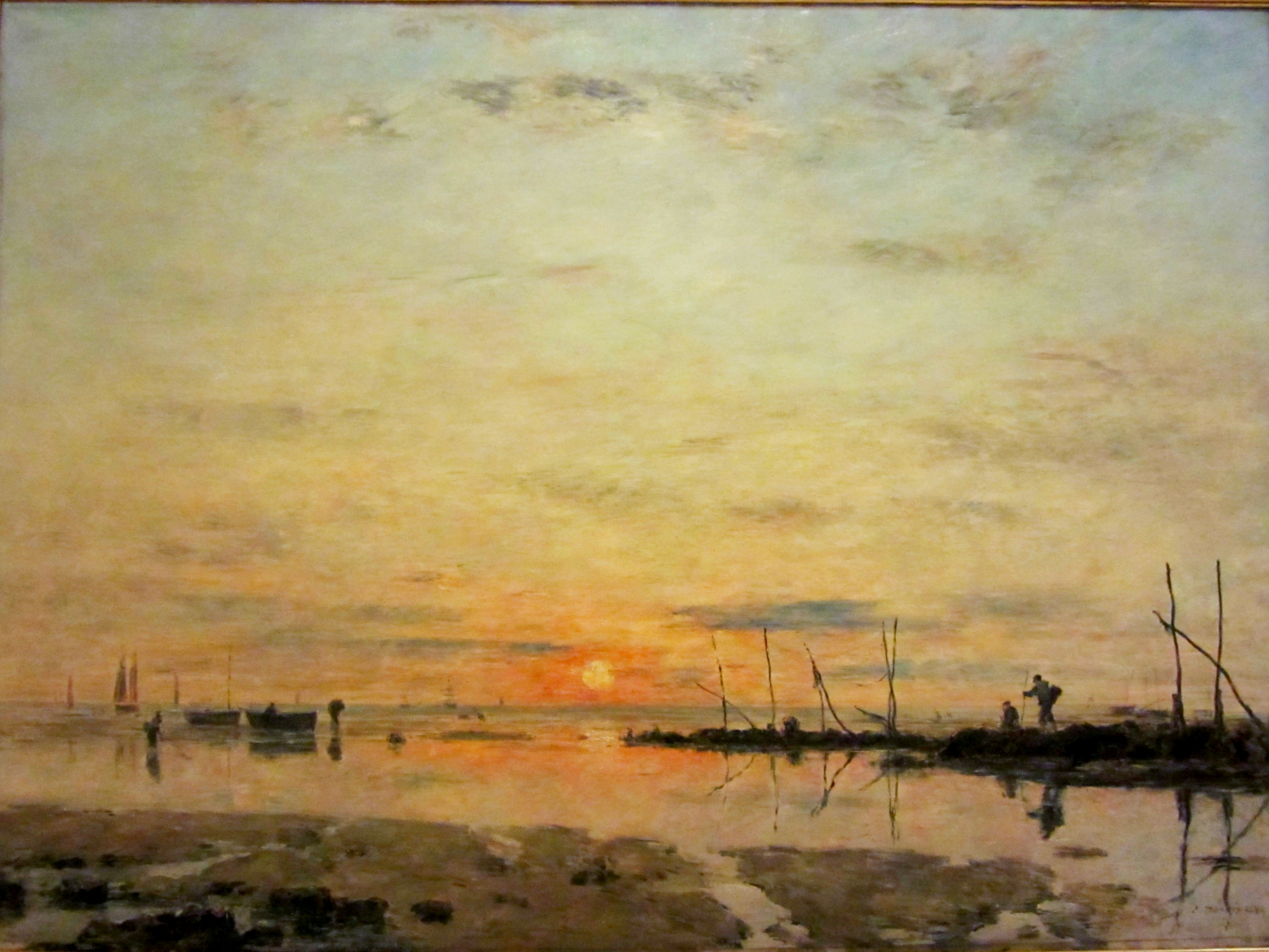
Coucher de soleil à marée basse, Eugène Boudin, 1884.

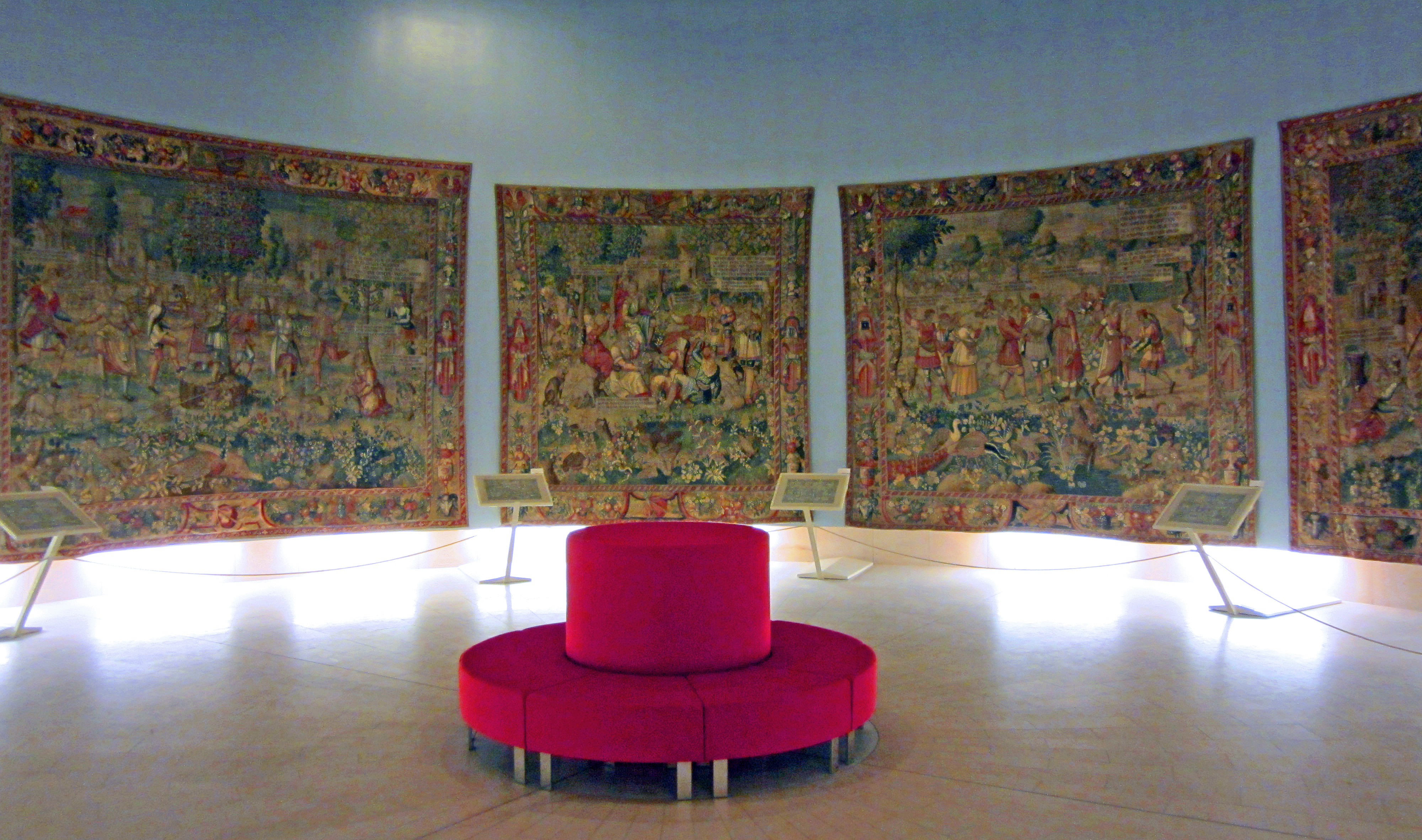
Rotonde des tapisseries des amours de Gombaut et Macé

### Peintures
Le musée présente plus de cinq cents œuvres, dont une collection de peintures du XVIe au XXe siècle :
- Jordaens, Van Loo, Camille Corot (Homère et les bergers), Eugène Boudin (Coucher de soleil à marée basse), le baron Gros, Vollon, Guillaume Fouace, Rozier, Chardon, Rousseau, Campain, Jean-François Millet, Gustave Moreau (La mort de Sapho), Fernand Léger (Anniversaire), Maurice Denis (Portrait de Jean Follain).
- Sergio Di Castro a légué en 2006 224 œuvres, dont le triptyque Atelier-hiver 1960.
- Plusieurs portraits de la famille Matignon-Grimaldi.

### Tapisseries
Le musée abrite également de nombreuses tapisseries, datant du XVIe au XXe siècle :
- Les Amours de Gombault et Macée, ensemble de tapisseries de Bruges de la fin du XVIe siècle, montrant des scènes de la vie paysanne ;
- Tapisseries des ateliers d'Aubusson, XVIIIe siècle ;
- Œuvres de Jean Lurçat, Mategot, Grau Garriga, Picart-Ledoux, Robert Wogensky, XXe siècle.

### Objets
Les collections sont également composées de vitraux, d'émaux, de sculptures de Coutan, Le Duc (dont Le baiser équestre, ainsi qu'un exemplaire de Reischoffen dans les réserves), de monnaies du Moyen Âge et de la Renaissance, de lithographies, de gravures, de photographies et cartes postales, de maquettes (centre hospitalier de Saint-Lô), de reconstitutions 3D, de pièces archéologiques (dont le Marbre de Thorigny) et architecturales provenant notamment du Saint-Lô médiéval .
Ainsi, le musée de Saint-Lô est tout à la fois un musée d'envergure nationale par la diversité de ses collections, mais aussi un musée local couvrant l'histoire de la ville de l'antiquité à l'époque contemporaine .
La poésie de Jean Follain, qui a écrit dans « Chef-lieu » sur les collections d'archéologie et d'histoire naturelle d'avant-guerre, y est évoquée.
Un espace est réservé à l'exposition de trésors monétaires :
- un peu du trésor de l'abbaye de La Lucerne
- des pièces provenant de l'atelier monétaire de Saint-Lô
- vingt-quatre pistoles espagnoles du XVIIe siècle frappées à Séville, découvertes à Donville-les-Bains en 2014 et 2016.